# ドイツ海賊党
ドイツ海賊党（ドイツ語: Piratenpartei Deutschland, 略称：PIRATEN）はドイツの政党。スウェーデンの海賊党設立に連動し、パーソナルコンピュータ利用者の会などが中心となって結成された。

## 概要
現実の社会だけではなく、電話やインターネットにおける政府、国際企業による人権侵害に抗議する政治運動から発生した政党である。特に、欧州の情報通信政策や、ドイツの新たなインターネット検閲法（de:Zugangserschwerungsgesetz）に反対し議会内のロビー活動などで成果を上げている。また、人為的な独占や市民監視に反対している。
情報空間や、プライバシーにおける人権を守り、同様に著作権、教育、コンピューターサイエンス、そして遺伝子特許などで国民の権利が侵害されることに警鐘を鳴らしている。
そのための不可欠な条件として、政府の透明性を高めることを主要政策として掲げている。
その方法としてLqFBなどのAPIを提案したことが当時は、既成政党との大きな違いとして注目された。
著作権関連以外の政策として「徹底的な」ベーシックインカム導入や大麻の合法化も公約にしている。なお大麻の合法化については2010年に首都ベルリンで実現している。
ドイツ海賊党は、日本における海賊党組織化においても重要な役割を果たしている。このため日本を代表する海賊党である「海賊党」（本部：東京都港区、メンバー数500人）がドイツ海賊党全国大会に招待され、日本からは男女2名からなる代表団が派遣された。

## 歴史

### 結党
2006年9月10日にベルリンにて設立大会を行い設立される。
2009年6月7日、2009年欧州議会議員選挙で22万9117票、全体の0.9%を得たが、最低5%（阻止条項）が必要である議席の獲得には至らなかった。それ以降、党員数は大幅に増加し、2009年11月8日の時点で、1万1,500人である。
2009年7月4日における党首はイェンス・ザイペンブッシュであった。彼は2007年から2008年まで同様に党首を務めた。なお、前任の党首はディルク・ヒルブレヒトとクリストフ・レンクである。
2009年2月、ホーエンシュタイン村の前代表者で、シュトラウスベルク市会議員であるイェンス・クノプリヒが入党した。
2009年6月、インターネット検閲法の成立後、ドイツ連邦議会議員のイェルク・タウスが社会民主党を離党し、海賊党に入党した。当時、タウスは児童ポルノ所持配布の罪で告訴されていた。タウスは「児童ポルノとの闘いを支持するとはいえ、このような法案は受け入れられない」と語った。
2009年8月下旬、緑の党創設メンバーとしても有名であったヘルベルト・ルシェが入党した。ルシェは1980年代に同性愛者であることを公表したドイツ初の議員でもあった。
2009年8月30日、ザクセン州議会選挙で1.9%の得票率を得た。同日、ミュンスター市とアーヘン市の議会選挙で、両都市で僅かな支持基盤しかない中での立候補にもかかわらず、それぞれ1議席を獲得した。
2009年9月27日、ドイツ連邦議会選挙で2%の得票率を得た。議席は確保できなかったが、これまでの党の活動期間において、最高の結果でもあった。この選挙で初めて選挙権を行使した男性のうち13%は同党に投票しており、若い男性による支持が際立った。同日に実施されたシュレースヴィヒ＝ホルシュタイン州議会選挙では、1.8%の得票率を得た。

### 州議会での議席獲得
2011年9月18日、ベルリン（都市州）の市議会選挙では初めて議席獲得に必要な得票率5%を超える8.9%を獲得し、15議席を獲得。州議会レベルで初の議席を獲得した。
2011年12月4日、結党以来初めての党大会を開催した。党大会ではベーシックインカムを2013年ドイツ連邦議会選挙のマニフェストに取り入れるべきか採決を行い、その結果66.9%の賛成票を得た。
2012年3月25日、ザールラント州議会選挙で既存政党である自由民主党や緑の党を上回る7.4%の得票を得て躍進、4議席を獲得して議会第4党となった。ザールラント州はベルリンに続き海賊党が議席を得た2番目の州となった。党員数も20,000人を突破している。
2012年4月、地方選挙において立て続けに躍進したこともあり、ドイツ国内の海賊党の支持率が13%、第3党まで上昇した。5大政党制が定着しているドイツにおいて5大政党以外の党が支持率が第3党まで躍進したのは初めてである。
2012年5月6日、シュレースヴィヒ＝ホルシュタイン州議会選挙において8.2%の得票を得て6議席を獲得し、翌週の5月13日に行われたノルトライン＝ヴェストファーレン州議会選挙においても7.8%の得票を得て20議席を獲得した。

2009年欧州議会議員選挙の結果
2012年6月現在野党として議席のある州

### 2013年ドイツ連邦議会選挙以後
2012年には高い支持を得るようになっていた海賊党だが、2013年に入ると党勢を1930年代のナチスに喩えたベルリン市議の発言が問題になったり、経済・外交政策の弱さを指摘されるなどしたために党勢は前年までの勢いを急速に失った。このため、2013年ドイツ連邦議会選挙での得票率は議席獲得に必要な5%に満たない2.2%に留まり、連邦議会の議席を獲得することは出来なかった。

2013年連邦議会議員選挙の結果
党員数の状況 （2015年6月25日時点）

### 2014年欧州議会議員選挙以後
2014年5月の2014年欧州議会議員選挙における得票率は1.4％（得票数：42万5044票）であったものの、欧州議会選挙において5％阻止条項が撤廃されたため、1議席を獲得した。

### 元党首2名の自由民主党への移籍
2015年10月、元海賊党党首のゼバスティアン・ネルツとベルント・シュレーマーの2名が離党し自由民主党に移籍した。自由民主党党首のクリスティアン・リントナーは公式Twitterで2人を歓迎すると発言した。

### オンライン海賊版調査の開示
EUはオンラインの海賊版の調査を2015年に行った。調査結果は「海賊版が正規品に与える影響は非常に軽微である」というものであったが、EUは公表せず、党所属の欧州議会議員ジュリア・レダによる開示が2017年に行われるまでは表に出ることがなかった。